# Global værdikæde
Globale værdikæder er resultatet af produktionsprocesser, der spreder sig over virksomheder i flere lande. Værdien af en vare, hvis produktion har fundet sted i flere forskellige virksomheder, udgør en værdikæde. Er disse virksomheder placeret i forskellige lande, er der tale om en global værdikæde.

## Værdikæder i produktionen
En vares vej fra idé, til slutbrugeren står med slutproduktet i hånden, finder sted ved hjælp af en række forskellige aktiviteter, eksempelvis design af varen, den fysiske fremstillingsproces, marketing og distribution. Hvert af disse led i kæden tilfører varen værdi. De forskellige led i processen kan enten foretages indenfor samme virksomhed eller af forskellige virksomheder. I det sidstnævnte tilfælde opstår værdikæder, hvor virksomheder køber halvfabrikater af andre virksomheder. Værditilvæksten i hvert led måles som forskellen på værdien af de leverancer, der er indgået i produktionen, og værdien af det produkt, den pågældende virksomhed sender videre til næste led eller til slutbrugeren.

## Stigende samfundsøkonomisk betydning
Som følge af globaliseringen spiller globale værdikæder en stigende rolle i samfundsøkonomien. Stigningen i den globale handel skyldes først og fremmest, at handelen med halvfabrikater over landegrænser vokser. Det er netop et tegn på de globale værdikæders voksende betydning.
I takt med, at barrierne for international handel bliver mindre, og finansielle investeringer over landegrænserne bliver mere udbredte, forøges mulighederne for virksomheder til at udnytte udenlandske underleverandører til at nedbringe deres produktionsomkostninger og dermed forøge indtjeningen. Outsourcing bliver altså stedse mere udbredt.
Globale værdikæder får derfor også stigende betydning for fortolkningen af traditionelle makroøkonomiske begreber. Der er efter 2000 sket en tilpasning i de officielle internationale nationalregnskabssystemer for at kunne belyse denne udvikling korrekt. Således blev det internationale FN-baserede "System of National Accounts" ændret i 2008 og som følge heraf det EU-baserede "European System of Accounts" ændret i 2010 for bedre at kunne afspejle resultaterne af globaliseringen. En af de vigtigste ændringer var, at princippet om økonomisk ejerskab snarere end fysisk placering som grundlag for at måle økonomiske transaktioner nu anvendes overalt i regnskabssystemerne.
Dermed medregner eksempelvis Danmarks bruttonationalprodukt nu også værdien af økonomiske aktiviteter, der udelukkende finder sted i udlandet, hvis en virksomhed placeret i Danmark har ejerskab til nogle af de involverede processer. På samme måde har en del af Danmarks officielle eksport aldrig krydset den danske grænse, men består af varer, der er produceret i et andet land og måske derfra solgt og transporteret til et tredje land. I 2018 bestod godt 26 % af eksporten fra de danske fremstillingsvirksomheder således af varer, der aldrig på noget tidspunkt har befundet sig i Danmark. Globale værdikæder har i de seneste årtier fået større betydning for samfundsøkonomien på grund af stigende globalisering. De skaber både nye muligheder for virksomhederne og udfordringer for den traditionelle opfattelse af begreber som udenrigshandel, produktivitet og produktion og BNP i et land.

## Forskellige globale produktionsmønstre
De tre vigtigste former for global organisering af produktionen er ifølge EU's officielle statistiske organisation Eurostat:
1. Forarbejdning i udlandet (på engelsk: goods sent abroad for processing)
2. Fabriksløs produktion (på engelsk: factoryless goods production)
3. Merchanting

Der er i alle tre tilfælde tale om, at en del af værditilvæksten i en produktionsproces, der foregår i udlandet, tilskrives en indenlandsk virksomhed og dermed bl.a. vil indgå i indlandets officielle bruttonationalprodukt. Forskellen på de tre former går på, hvor meget den indenlandske virksomhed er involveret i og har ejerskab til produktionsprocessen. Man kan skelne mellem ejerskab til 1) de råvarer og halvfabrikater (input), der indgår i produktionen, 2) intellektuelle rettigheder (f.eks. patenter), der giver ejerskab til at udforme produktet eller produktionsprocessen på bestemte måder, og 3) ejerskab til output.
Ved forarbejdning i udlandet har den indenlandske virksomhed ejendomsrettigheden til alle tre typer. Her kan være tale om, at en virksomhed sender nogle halvfabrikater til en udenlandsk virksomhed, som udarbejder de færdige produkter efter den indenlandske virksomheds retningslinjer. Den indenlandske virksomhed ejer og sælger slutprodukterne.
Ved fabriksløs produktion besidder den indenlandske virksomhed et patent. Den bestiller en udenlandsk virksomhed til at fremstille nogle varer under patentet. Den udenlandske virksomhed skaffer selv input og leverer de øvrige produktionsfaktorer i processen (arbejdskraft, maskiner mv.), mens den indenlandske virksomhed ejer slutprodukterne.
Ved merchanting er der tale om, at hele den fysiske produktionsproces varetages af den udenlandske virksomhed, som også er ansvarlig for alle produktionsfaktorer og -rettigheder. Den indenlandske virksomhed køber de færdigproducerede varer af den udenlandske virksomhed og videresælger dem derefter. Den indenlandske virksomhed vil i dette tilfælde typisk stå for marketing og distribution af varen, og det er disse led i værdikæden, som skaber den del af værditilvæksten, som tilskrives den indenlandske virksomhed.
Ved forarbejdning i udlandet ejer den indenlandske virksomhed altså både input, intellektuelle rettigheder og output, ved fabriksløs produktion ejer den indenlandske virksomhed kun intellektuelle rettigheder og output, og ved merchanting ejer den indenlandske virksomhed kun output.